# Biber (мостоукладач)
Biber — броньована мостоукладальна машина німецького виробництва. Належить до групи машин бойового забезпечення. Його попередником була броньована мостоукладальна машина M48, а її наступником став Leguan.

## Розвиток
Компанія МаК (нім. Maschinenbau Kiel) розробила його в 1960-х роках для армії на базі Leopard 1. Є наступником американського M48 A2 Armored Vehicle Launched Bridge (AVLB).
У період з 1973 по 1975 рік «МаК», як генеральний підрядник, поставила 105 броньованих мостоукладальних машин для Бундесверу.

## Огляд
Під час бою мостовик може перекривати розрізи місцевості, такі як водойми та ущелини шириною до 20 метрів, за допомогою швидкохідного танкового мосту «Бібер». Міст 22 метрів, 4 метрів завширшки й може бути розкладений протягом 2-3 хвилин. Міст важить близько 9,94 тонн витримує приблизно до 55 тонн. Екіпаж складається з командира і водія. Апарат не озброєний та оснащений димовим гранатометом.

## Процес укладання

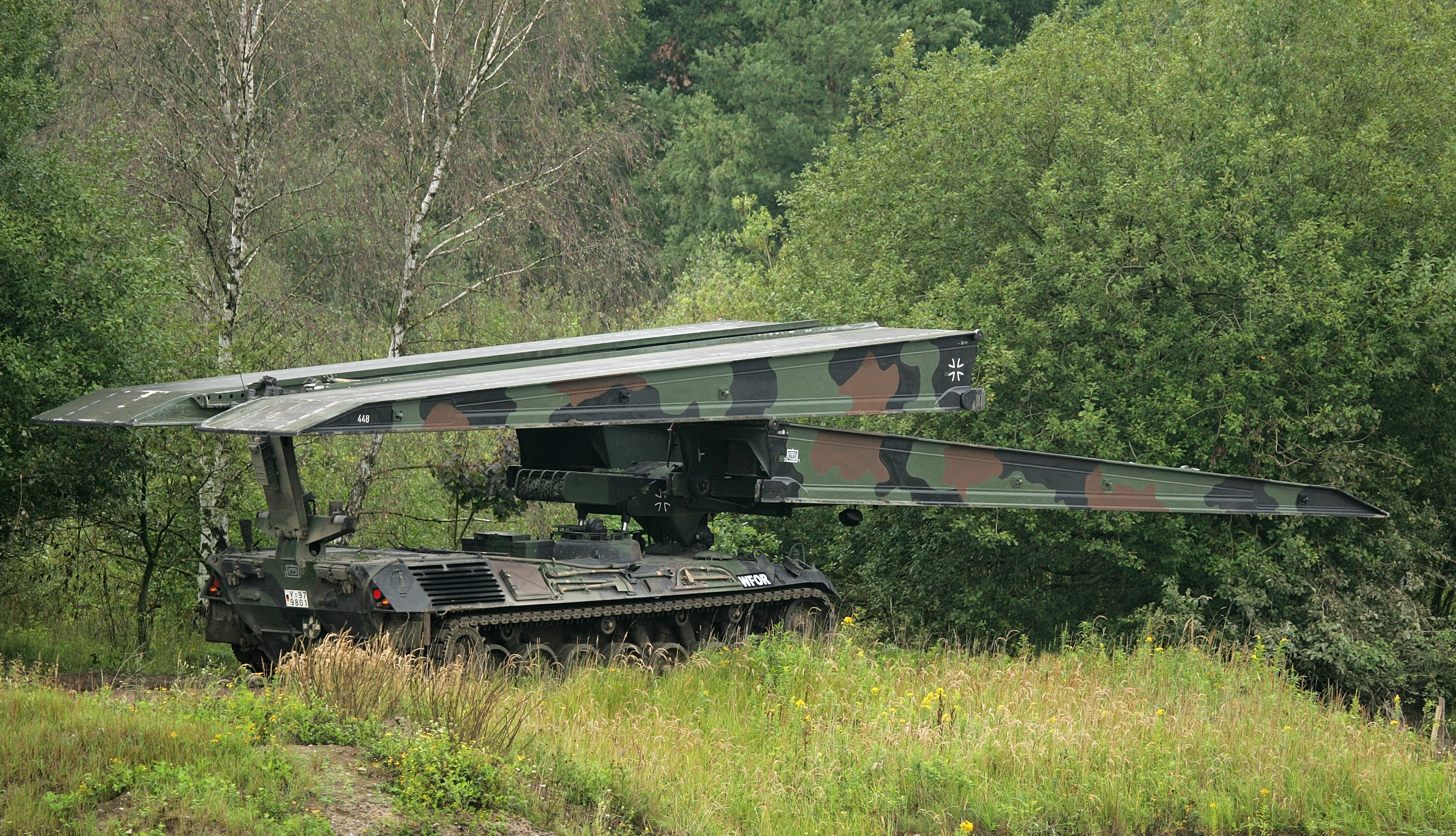
Укладання мосту

Міст укладається горизонтально у вільну консоль. На відміну від інших мостоукладачів, які укладають мости методом ножиць, цей тип укладання має перевагу низького силуету.
Під час укладання екіпаж залишається під броньовим захистом.

## Оператор
Крім Бундесверу, мостоукладач використовують збройні сили Австралії, Чилі, Данії, Італії (64 шт виробництва OTO-Melara), Канади, Нідерландів і Польщі. Загальна кількість — 145 одиниць техніки.

### Україна
29 липня 2022 року у Міноборони Німеччини заявили про постачання Збройним силам України 16 танків-мостоукладачів Biber в рамках підтримки сухопутних військ після нападу Росії у 2022 році.
Наприкінці червня 2023 року німецький уряд повідомив про передачу 3 мостоукладальників Biber Україні.